# Essuatíni
O Essuatíni (em suázi: eSwatini; em inglês:  Eswatini), oficialmente Reino de Essuatíni (em suázi: Umbuso weSwatini; em inglês:  Kingdom of Eswatini) e anteriormente conhecido como Suazilândia, é um país da África Austral, limitado a leste por Moçambique e em todas as outras direções pela África do Sul. Suas capitais são Mebabane (administrativa) e Lobamba (legislativa). O país e seu povo recebem seus nomes de Mswati II, um rei do século XIX em cujo reinado o território de Essuatíni foi expandido e unificado.
Essuatíni é um país em desenvolvimento com uma economia pequena, baseada na agropecuária. Porém o país não é autossuficiente na produção de alimentos, sendo exportador da cana-de-açúcar e abrigando importantes reservas de carvão mineral. Seu PIB per capita é de US$ 9 714, classificando a nação com renda média-baixa. Como membro da União Aduaneira da África Austral e do Mercado Comum da África Oriental e Austral, o seu principal parceiro comercial local é a África do Sul (a fim de garantir a estabilidade econômica, a moeda essuatiniana, o lilanguéni, está indexada ao rand sul-africano, que também é moeda oficial de Essuatíni). Os principais parceiros comerciais no exterior são os Estados Unidos e a União Europeia. A maior parte do emprego do país é fornecida pelos setores agrícola e manufatureiro. Essuatíni é membro da Comunidade de Desenvolvimento da África Austral, da União Africana, da Commonwealth e das Nações Unidas.
A saúde pública enfrenta uma catástrofe, com um terço da população adulta sendo portadora do vírus da AIDS (SIDA em português europeu) — uma das mais altas taxas de contaminação do mundo). A população suázi é bastante jovem, com uma idade média de vinte anos e pessoas com catorze anos ou menos, que constitui 37% do seu total de habitantes. A taxa atual de crescimento populacional no país é de 1,2%. O país possui a décima segunda menor expectativa de vida do mundo, 58 anos.
Esse pequeno e montanhoso país do sul da África, sem saída para o mar, é uma das poucas monarquias remanescentes no continente, sendo esta uma diarquia absoluta, governada conjuntamente pelo Ngwenyama ("rei", o chefe de Estado administrativo) e pela Ndlovukati ("rainha mãe", a chefe de Estado nacional) desde 1986. A sociedade, patriarcal e formada por clãs, admite a poligamia.[carece de fontes?] A atual constituição foi adotada em 2005. Em abril de 2018, o país mudou o seu nome de Reino da Suazilândia para Reino de Essuatíni, que significa "terra dos suázi" na língua suázi (ao invés de Swaziland, proveniente do inglês), durante os eventos de comemoração dos 50 anos de independência do país.

## Etimologia
A etimologia de "Essuatíni" está ligada à etnia suazi, que é a população predominante no país. O nome "Essuatíni" é uma tradução do inglês "Eswatini", que significa "terra dos suazi". O nome "Essuatíni", por sua vez, é a forma suazi do mesmo conceito, também significando "terra dos suazi".

## História

### Pré-história
Artefatos indicam atividades humanas na região de Essuatíni, datadas do início da Idade da Pedra, cerca de 200 000 anos atrás. Estes artefatos foram encontrados em por todo o país. Pinturas pré-históricas de arte rupestre, que datam de c. 27 000 anos atrás até o século XIX, também foram encontradas em vários partes do país.
Os primeiros habitantes conhecidos da região foram caçadores-coletores de origem Khoisan. Eles foram amplamente substituídos pelos Nguni durante as grandes migrações bantas. Esses povos são originários das regiões dos Grandes Lagos da África oriental e central. As evidências da agricultura e do uso do ferro datam de cerca do século IV. Pessoas que falam línguas ancestrais às atuais línguas Sotho e Nguni começaram a se estabelecer no mais tardar no século XI.

### Colonos Swazi
Segundo a tradição, a origem dos suázis data do século XVI e resultou de um grupo que, sob a hegemonia do clã Dlamini, se separou do conjunto de bantos que então migravam para o sul, ao longo da costa de Moçambique. O grupo se fixou numa região entre Pongola e o rio Usutu. O rei Sobhuza I morreu em 1836, acredita-se que seu sucessor, Mswati (Mswazi) II, deu seu próprio nome à tribo. A expansão branca na região, porém, levou o rei ceder as terras ao norte do rio dos Crocodilos à República do Lydenburg, em 1846. Nessa época o rei Mswazi foi forçado a buscar ajuda britânica contra os zulus.
A partir de 1880, a penetração branca resultou em numerosas concentrações de terras, minérios, pastagens e até estradas de ferro e iluminação pública, facilitadas pelo rei Mbandzeni. Em 1888, os suázis consentiram no estabelecimento de um governo local provisório, formado por representantes do governo britânico, sul-africano e suázi, mas em 1893 recusaram uma proposta para instituir ali uma administração sul-africana. No ano seguinte, no entanto, foi assinado um acordo que estabelecia a administração sul-africana em anexação do território suázi.
Após a Guerra dos Bôeres e a instituição do controle britânico sobre Transvaal em 1903, os suázis passaram a ser administrados pelo governador do Transvaal e, em 1906, pelo alto comissário britânico para a Basutolândia, Bechuanalândia e Suazilândia. Os britânicos negaram, em 1949, o pedido de incorporação da Suazilândia pela União-Sul-Africana. Em 1963 promulgou-se na Suazilândia uma constituição que concedia aos suázis uma autonomia limitada. Quatro anos depois, foi proclamado o Reino da Suazilândia sob proteção britânica. Finalmente em 6 de setembro de 1968, o país conquistou plena independência.
Em 1973 e novamente em 1977 o rei Sobhuza II dissolveu o Parlamento e aboliu a constituição, que, em ambas as ocasiões, foi substituída por uma nova num prazo de dois anos. Após a morte do monarca, em 1982, seu filho adolescente Makhosetive foi nomeado príncipe herdeiro e coroado como o rei Mswati III apenas em 1986. Sob sua liderança o país ingressou numa fase de relativo progresso econômico, com um importante incremento dos investimentos estrangeiros e da atividade turística. Pressionado pela oposição, o rei iniciou um processo de democratização no país, com uma série de alterações no sistema eleitoral. Em 1993, realizaram-se as primeiras eleições pluripartidárias do país.
Em 1996, uma conflituosa greve geral exigiu o fim da monarquia absolutista. Mswati III nomeou como primeiro-ministro Barnabas Dlamini e instalou um Comitê de Revisão Constitucional (CRC). Em novembro de 2000, mais uma greve geral por democracia foi duramente reprimida pela polícia. A oposição rejeitou, em janeiro de 2001, o projeto de reformas elaborado pelo CRC. Em maio, o governo proibiu a circulação de duas publicações independentes. A decisão é considerada ilegal pela Alta Corte de Justiça, que a anula. Em junho, decreto real concede poderes ao governo para proibir livros, jornais e revistas. A medida provoca fortes reações contrárias, e o governo dos Estados Unidos ameaçou retirar a ajuda econômica ao país. Em julho, o primeiro-ministro anunciou a revogação do decreto.
Em 2002, Mario Masuku, líder da oposição, foi inocentado da acusação de incentivar rebelião contra o Estado. A Alta Corte de Justiça ordenou sua libertação, após dois anos preso. Na sequência, o Parlamento derrotou a proposta de compra de um jato de 45 milhões de dólares para o rei. O valor era mais que o dobro do orçamento nacional de saúde. Em 2003, os sindicatos chamam greve geral pela redução dos poderes do rei.
Em julho de 2005, o rei assinou a nova Constituição, que entrou em vigor em fevereiro do ano seguinte. O texto mantém a proibição de partidos e impede processos contra a monarquia. Em setembro de 2005, Mswati escolhe uma moça de 17 anos para ser sua 13º mulher. Poucas semanas antes, ele havia anulado a proibição de prática de sexo por mulheres de menos de 18 anos, vigente por quatro anos no país para combater a AIDS.
Em 19 de abril de 2018, Mswati oficialmente mudou o nome da Suazilândia para Essuatíni durante as comemorações do quinquagésimo aniversário da independência do país. O novo nome, Essuatíni, significa "terra dos suázis" em suázi.

## Geografia
Essuatíni é um pequeno país interior da África Austral, limitado a leste por Moçambique e em todas as outras direcções pela África do Sul.

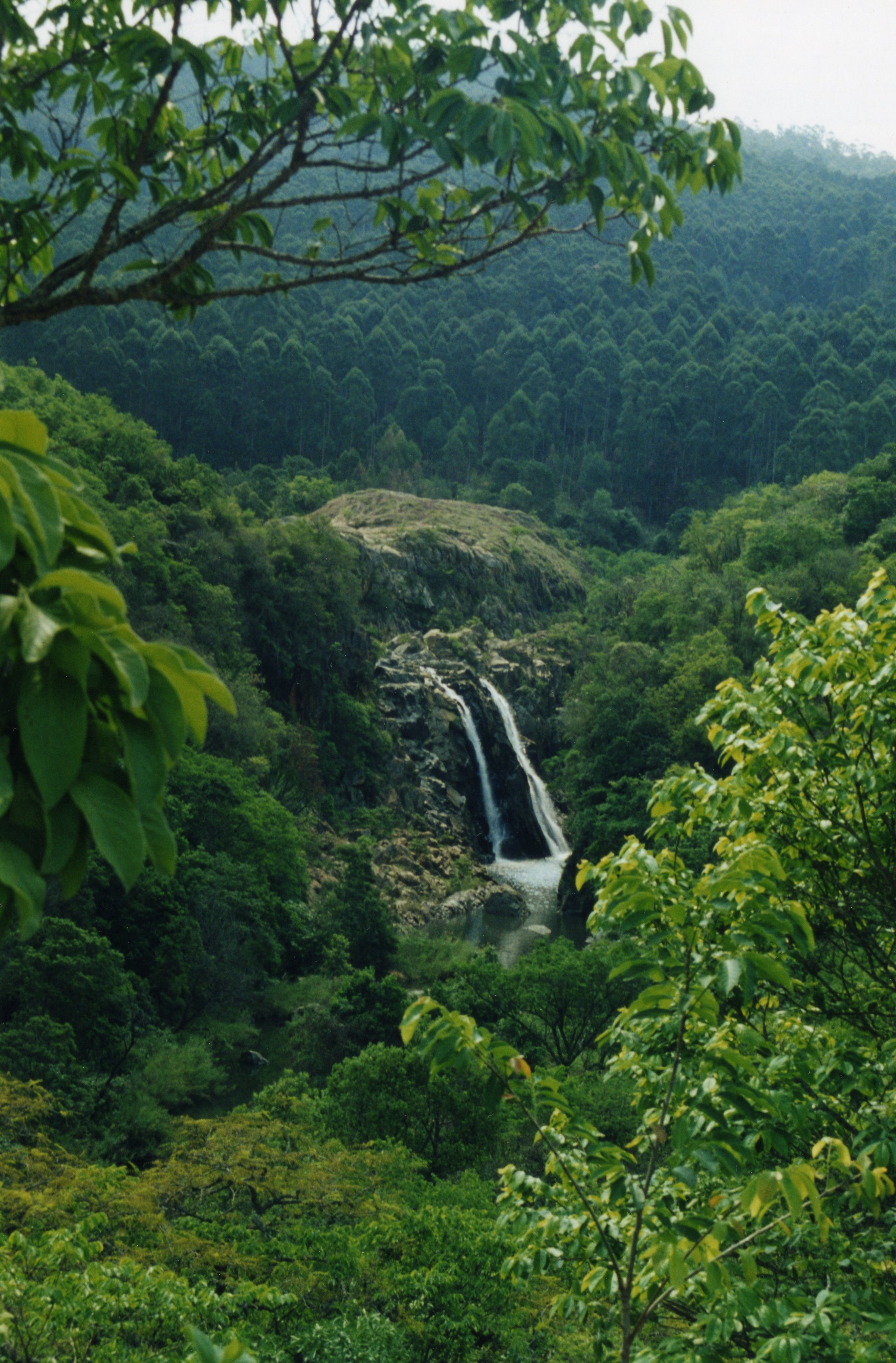
Salto de Mantenga

O território divide-se em quatro regiões topográficas longitudinais, do ocidente para o oriente: o Alto Veld, o Médio Veld, o Baixo Veld e o Lubombo.
- O Alto Veld, que compreende um terço do território, é uma continuação da cordilheira sul-africana de Drakensberg. Consiste num maciço com altitude média de 1 100 a 1 400 m, onde fica o pico de Emlembe (1 860 m), ponto culminante do país.
- O Médio Veld é um planalto com altitudes entre 600 e 760 m e corresponde a um quarto do território do país.
- O Baixo Veld forma uma superfície sedimentar mais plana, situada entre 150 e 300 m de altitude e com solos férteis.
- O Lubombo, que ocupa apenas nove por cento do território, é um pequeno maciço com altitude entre 600 e 820 m.

Cortam-no as gargantas escavadas por três dos principais rios, que atravessam o país de oeste para leste: Umbuluzi, Usutu e Ingwavuma.
O clima é temperado nas áreas montanhosas, com média de 15 °C, e subtropical nas planícies, com 22 °C de média anual. As chuvas são abundantes em todo o país e aumentam com a altitude. A estação úmida é o verão, de outubro a março.
Os rios são caudalosos graças às chuvas abundantes. Os rios perenes mais importantes, o Lomati, o Mkhondvo e o Komati, nascem na África do Sul, atravessam o país em direção ao oceano Índico, apresentam alto potencial hidrelétrico e irrigam os grandes canaviais e pomares de cítricos do Médio Veld e do Baixo Veld. A fauna foi bastante reduzida pela caça predatória e pela expansão da agricultura. Há hipopótamos, zebras, antílopes e, em pequeno número, leões e macacos.

## Demografia
Segundo dados de 2007, a população de Essuatíni ultrapassa os 1,1 milhão de habitantes, conferindo a este país uma densidade de 70 hab./km2. Apenas 25% vivem nas cidades, atualmente.
Os suázis compreendem cerca de 90% da população. Os 10% restantes da população são quase todos zulus. O país tem também uma minoria de sul-africanos, asiáticos, europeus e moçambicanos. Cerca de três quartos da população é cristã, enquanto vinte por cento são animistas. Além da capital, Mebabane, outras cidades importantes são Lobamba e Manzini.

### Línguas
O suázi é uma língua bantu do grupo angune, falada em Essuatíni e na África do Sul. Tem 2,5 milhões de falantes e é ensinado nas escolas. É uma língua oficial de Essuatíni, juntamente com o inglês, e uma das línguas oficiais da África do Sul. O inglês é o meio de comunicação nas escolas e na realização de negócios, incluindo a imprensa.
Cerca de 76 000 pessoas no país falam zulu. O tsonga, que é falado por muitas pessoas em toda a região, é falado por cerca de 19 000 pessoas em Essuatíni. O africâner também é falado por alguns residentes de ascendência africânder. O português foi introduzido como uma terceira língua nas escolas, devido a grande comunidade de falantes de português oriundos de Moçambique ou das regiões Norte e Centro de Portugal.

### Religião
O Cristianismo é a religião predominante em Essuatíni, uma vez que 82,70% da população declara-se cristã. Cerca de 40% da população é adepta da Igreja Sionista, que professa uma mistura de cristianismo e o culto aos ancestrais indígenas. Os protestantes também constituem parte dos cristãos, seguidos de perto pelo catolicismo romano, professado por 20% dos habitantes. Também destacam-se os mórmons. Cerca de 10% da população é muçulmana e há pequenos grupos de judeus e bahá'ís. A Constituição não trata especificamente de garantir a liberdade religiosa, mas esse direito é geralmente respeitado pelo governo e as relações entre grupos religiosos são amigáveis. Predefinição:Cidades mais populosas da Essuatíni

## Política
O Reino do Essuatíni é uma monarquia absoluta. A constituição de 1978 atribui o poder executivo e legislativo supremo ao rei, que é o chefe de Estado. Exerce o poder executivo um gabinete por ele nomeado e chefiado atualmente pelo primeiro-ministro Russell Dlamini, que recebeu o cargo do Rei Mswati III em 3 de novembro de 2023. Ele sucedeu o interino Mgwagwa Gamedze, tendo este ocupado a posição governamental no lugar de Cleopas Dlamini, que ficou pela vez no cargo entre 19 de julho de 2020 e 28 de setembro de 2023. 
O Parlamento bicameral se limita a debater as propostas do governo e a aconselhar o rei. O Parlamento compõe-se da Assembleia Nacional, composta de 65 membros (55 eleitos por voto direto e 10 nomeados pelo rei) e do Senado, composto de trinta membros (dez eleitos pela assembleia e vinte nomeados).
O rei é o chefe de Estado administrativo e nomeia os primeiros-ministros do país e vários representantes de ambas as câmaras (o Senado e a Câmara da Assembleia) no parlamento de Essuatíni, enquanto a rainha mãe é a chefe de Estado nacional, servindo como guardiã dos rituais da nação e presidindo o rito anual de Umhlanga. As eleições são realizadas a cada cinco anos para eleger a Câmara dos Deputados e a maioria do Senado. Os eventos mais importantes do país são o Umhlanga (realizado nos meses de agosto e setembro) e o Incwala (a dança da realeza realizada em dezembro/janeiro).
Os partidos políticos são proibidos. Em eleições os candidatos concorrem apenas como independentes ao Parlamento e podem ser destituídos pelo rei. O rei Mswati III está no posto desde 1986 e a crítica ao soberano é punida severamente.

## Subdivisões

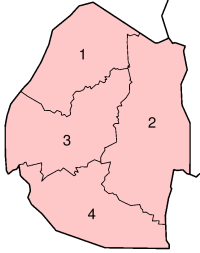
Distritos de Essuatíni

Essuatíni é dividido em quatro regiões:
1. Hhohho
2. Lubombo
3. Manzini
4. Shishelweni

## Economia

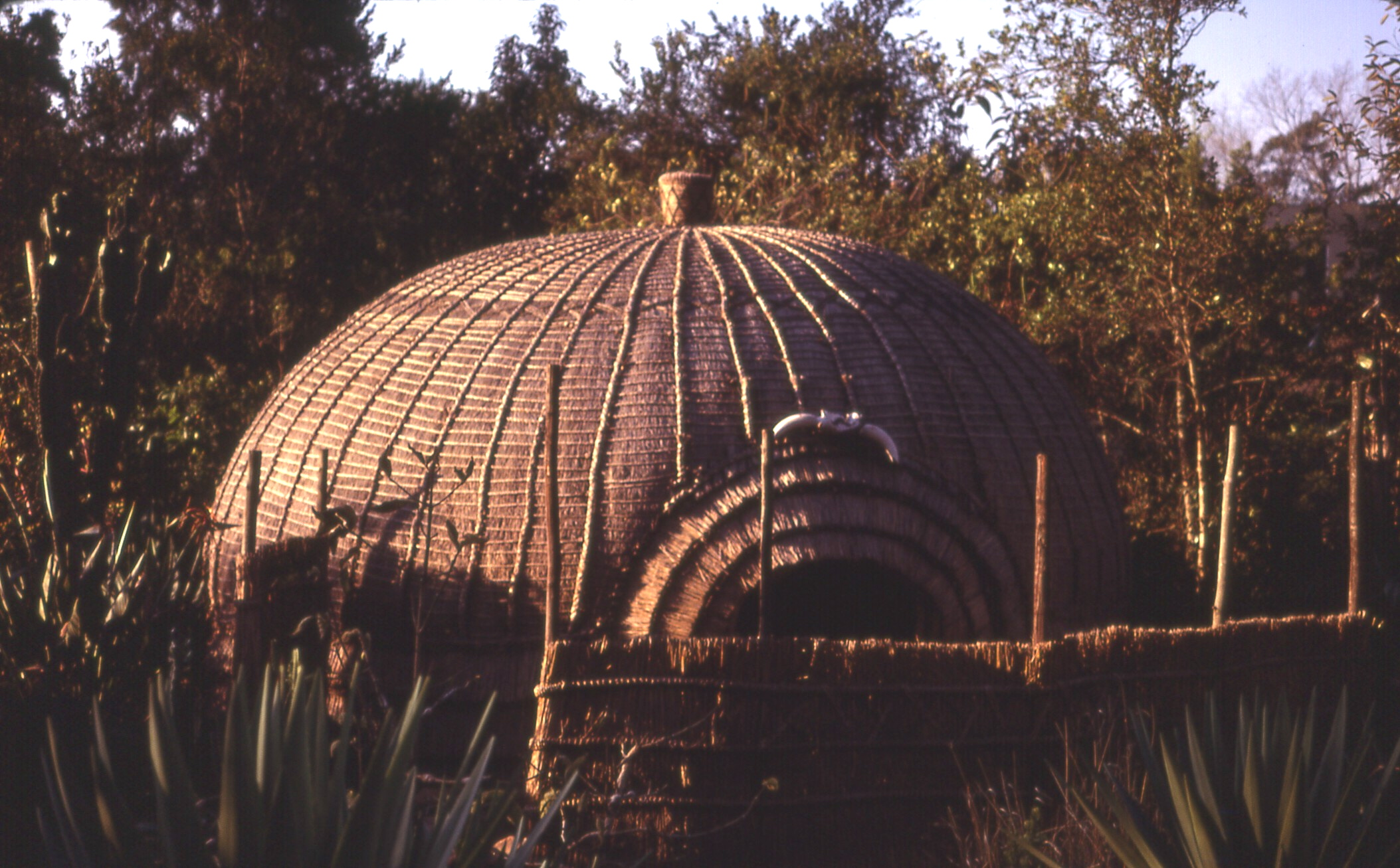
Cena rural próxima a Mebabane, capital administrativa do país

A economia baseia-se sobretudo na agricultura de subsistência, sobretudo de milho. A atividade agrícola contribui com cerca de vinte por cento do produto nacional bruto e emprega quase setenta por cento da força de trabalho. Não suázis e europeus controlam as grandes plantações de cana-de-açúcar, o principal cultivo de exportação, cítricos e abacaxi. Os grandes rebanhos bovinos, símbolo tradicional de riqueza, são uma das principais causas da perda de vegetação e da erosão do solo.
Entre os recursos minerais estão depósitos de asbestos, ferro, carvão e diamantes. A exportação de minério de ferro de Ngwenya cessou em 1980, e vem declinando a importância da extração mineral, embora grandes quantidades de carvão, diamante e ouro continuem a ser extraídas. A eletricidade é gerada pela queima de carvão ou por usinas hidrelétricas.
A indústria representa cerca de um quinto do produto nacional bruto e emprega pouco mais de dez por cento da mão de obra do país. O processamento de produtos agrícolas, florestais e pecuários é o principal setor industrial. Outras indústrias importantes são a têxtil e a de confecções.
O país tem uma boa malha rodoviária. Uma ferrovia, originalmente construída para a exportação de minério de ferro por Maputo, em Moçambique, foi estendida para se ligar à rede ferroviária sul-africana, tanto no norte quanto no sul do país. O aeroporto de Matsapa conecta-se por voos regionais com várias cidades de Moçambique e da África do Sul.

## Infraestrutura
Embora as condições de saúde do país sejam relativamente precárias, a taxa de mortalidade infantil vem diminuindo. Os serviços médicos são em geral melhores do que os oferecidos pela maioria dos países africanos, e a tuberculose e a esquistossomose são os principais problemas de saúde.
O analfabetismo atinge cerca de trinta por cento da população. A Universidade de Essuatíni foi fundada em 1964. Há no país vários jornais diários em inglês e um em suázi.

### Educação
A educação em Essuatíni se inicia com a educação pré-escolar para crianças, ensino fundamental, médio e ensino médio para educação geral e treinamento (GET), e universidades e faculdades de nível superior. A educação pré-escolar é geralmente para crianças de 5 anos ou menos; depois disso, um aluno pode se matricular em uma escola primária em qualquer lugar do país. Em Essuatíni, os centros de atendimento e educação na primeira infância (ECCE) assumem a forma de pré-escolas ou pontos de atendimento de bairro (NCPs). No país 21,6% das crianças em idade pré-escolar têm acesso à educação infantil.
A educação primária em Essuatíni começa aos seis anos de idade. É um programa de sete anos que culmina com um exame de fim de escola primária, chamado SPC, aplicado na 7ª série, que se consiste numa avaliação local administrada pelo Conselho de Exames, por meio das escolas. A educação primária é do 1º ao 7º ano.
O sistema de ensino médio e secundário em Essuatíni é um programa de cinco anos. Há um exame público externo (Certificado Júnior) em que os alunos devem avançar para o nível secundário sênior. O Conselho de Exames de Essuatíni (ECESWA) administra este exame. No final do nível secundário sênior, os alunos fazem um exame público para obter o Certificado Geral de Educação Secundária de Essuatíni (SGCSE) e o Certificado Geral Internacional de Educação Secundária (IGCSE), que é credenciado pelo Cambridge International Examination (CIE). Algumas escolas oferecem o programa de Estudos Avançados (AS) em seu currículo.
Existem 830 escolas públicas, incluindo escolas primárias, secundárias e secundárias. Existem também 34 escolas privadas reconhecidas. O maior número de escolas está na região de Hhohho. A educação em Essuatíni é gratuita no nível primário, principalmente da primeira à quarta série e também gratuita para crianças órfãs e vulneráveis, mas não é obrigatória.

### Saúde
A expectativa de vida no país é uma das mais baixas no mundo (cerca de 39 anos), uma vez que um terço da população adulta é portadora do vírus HIV. É o país que mais apresenta casos proporcionais de AIDS no planeta, com 26% da população adulta.
Em 2010, os dados da Unaids continuaram a apontar o país com maior índice de contaminação mundial e em níveis ainda maiores — 26,1%.
Em 2006, na faixa dos 15 aos 49 anos, o índice era de 33,4%. Em 2010, a contaminação na faixa etária entre 25 e 29 anos chegou a 46% dos suázis.
A poligamia é usada para explicar parte do índice de contaminação da população pelo vírus HIV. Os homens de Essuatíni têm em média cinco companheiras, seja por meio do casamento ou relações informais.

## Cultura

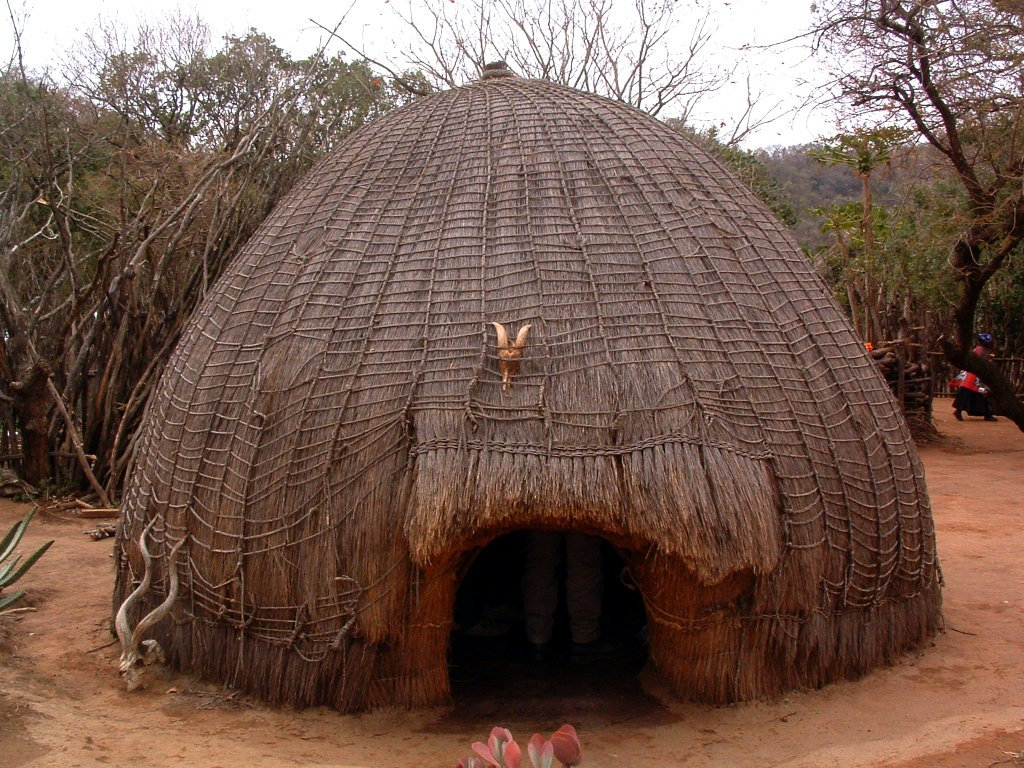
Cabana tradicional (aldeia) em Essuatíni, em agosto de 2006

O evento cultural mais conhecido de Essuatíni, é o anual Reed Dance. O país foi submetido ao rito da castidade o "umchwasho" até 19 de agosto de 2005.
Essuatíni é um país profundamente polígamo. Mswati III, o atual rei, coroado com a idade de 18 anos, casou-se nove vezes, além de duas outras noivas. Seu pai, Sobhuza II, que reinou de 1921–1982, tinha 120 esposas. Mswati III declarou que a poligamia "não era propício para a propagação do HIV entre a população" em um país onde o número de pessoas HIV positivas é de aproximadamente 40%.
Existem muitas clínicas, hospitais e estabelecimentos de atendimento à saúde. Mas muitos suázis preferem confiar na Medicina Tradicional Africana. Então o rei, ele decidiu criar um estabelecimento "Mananga", onde um membro envia para as mulheres o conhecimento e poderes ocultos que curassem doenças.
Essuatíni tem um número de escritores cujas línguas variam de inglês para suázi, através do Zulu.
Os mais conhecidos são os escritores Sarah Mkhonza, que se aposentou à força em Essuatíni em 2003, Matsebula Stanley que é também um importante economista de Essuatíni, e James Shadrack Mkhulunylwa Matsebula, poeta e historiador de renome.
Até 2009, o ranking mundial sobre a liberdade de imprensa fixadas anualmente pelo Repórteres Sem Fronteiras de Essuatíni é a 144ª de 175 países. Uma situação difícil "tem sido observada".
| Data                | Nome em português               | Nome local | Observações |
| ------------------- | ------------------------------- | ---------- | ----------- |
| 1 de janeiro        | Ano novo                        |            |             |
| 9 a 12 de abril     | Semana Santa                    |            |             |
| 19 de abril         | Aniversário do atual Rei Mswati |            |             |
| 25 de abril         | Festa da Bandeira               |            |             |
| 1 de maio           | Dia dos Trabalhadores           |            |             |
| 29 de maio          | Ascensão do Senhor              |            |             |
| 20 de julho         | Aniversário do Rei Sobhuza II   |            |             |
| 6 de setembro       | Dia da Independência            | Somhlolo   |             |
| 24 de outubro       | Dia das Nações Unidas           |            |             |
| 24 e 25 de dezembro | Natal                           |            |             |